# 比尔-朗伯定律

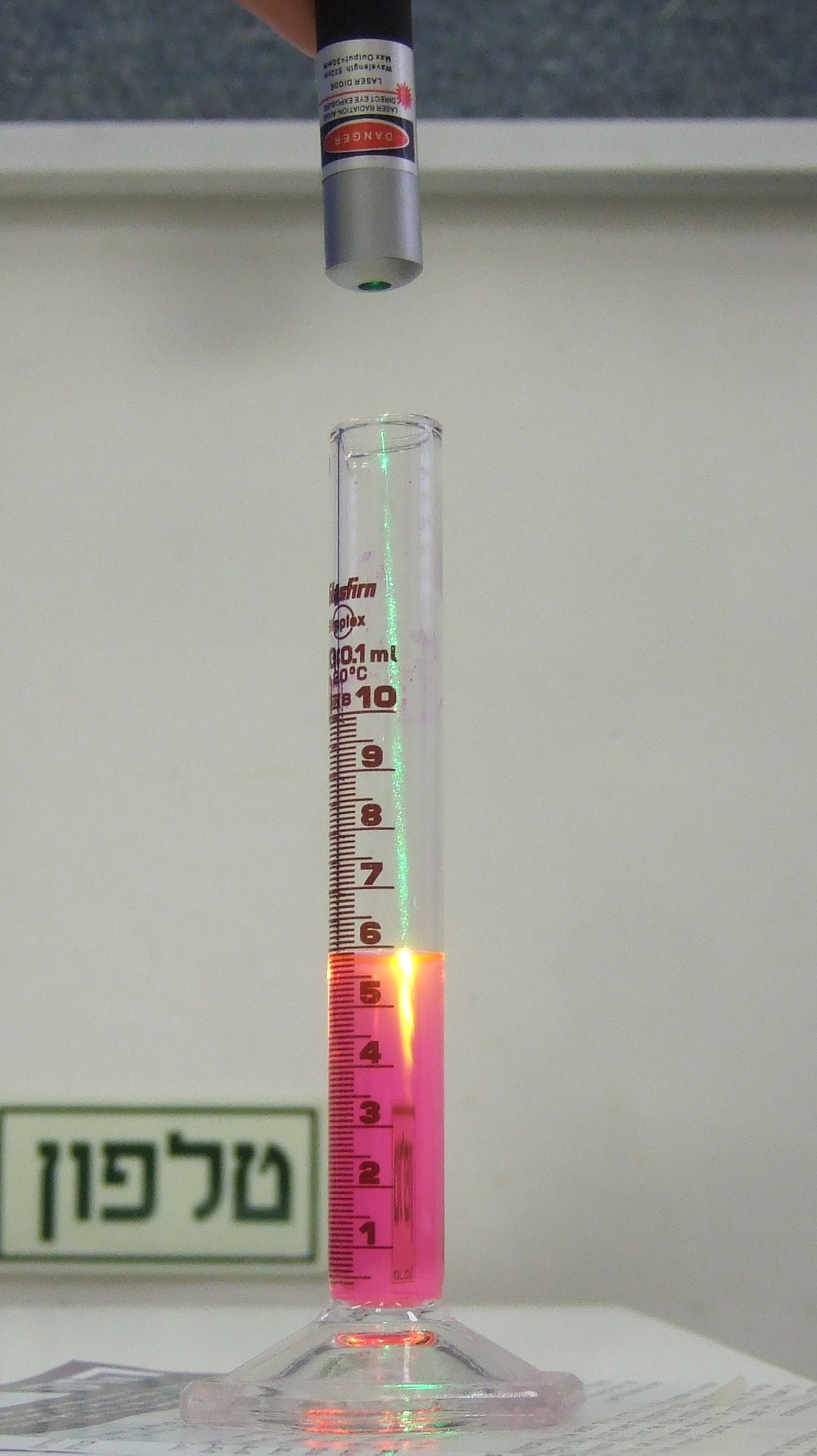
比尔-朗伯定律的一个例子：绿色激光射入罗丹明6B溶液中产生荧光，荧光的光强逐渐减弱，反映出激光的光强逐渐减弱。

比尔-朗伯定律（Beer–Lambert law），又称比尔定律或比耳定律（Beer's law）、朗伯-比尔定律、布格-朗伯-比尔定律（Bouguer–Lambert–Beer law），是光吸收的基本定律，适用于所有的电磁辐射和所有的吸光物质，包括气体、固体、液体、分子、原子和离子。比尔-朗伯定律是吸光光度法、比色分析法和光电比色法的定量基础。

## 概述
一束单色光照射于一吸收介质表面，在通过一定厚度的介质后，由于介质吸收了一部分光能，透射光的强度就要减弱。吸收介质的浓度愈大、介质的厚度愈大，则光强度的减弱愈显著，其关系为：
{\displaystyle \ A=-\log _{10}{\frac {I_{t}}{I_{0}}}=\log _{10}{\frac {1}{T}}=K\cdot l\cdot c}
其中：
- {\displaystyle \ A}：吸光度；
- {\displaystyle \ I_{0}}：入射光的强度；
- {\displaystyle \ I_{t}}：透射光的强度；
- {\displaystyle \ T}：透射比，或称透光度；
- {\displaystyle \ K}：系数，可以是吸收系数或摩尔吸收系数，见下文；
- {\displaystyle \ l}：吸收介质的厚度，一般以 cm 为单位；
- {\displaystyle \ c}：吸光物质的浓度，单位可以是 g/L 或 mol/L。

比尔-朗伯定律的物理意义是，当一束平行单色光垂直通过某一均匀非散射的吸光物质时，其吸光度 {\displaystyle \ A} 与吸光物质的浓度 {\displaystyle \ c} 及吸收层厚度 {\displaystyle \ l} 成正比。
当介质中含有多种吸光组分时，只要各组分间不存在着相互作用，则在某一波长下介质的总吸光度是各组分在该波长下吸光度的加和，这一规律称为吸光度的加合性。
系数 {\displaystyle \ K}：
- 当介质厚度 {\displaystyle \ l} 以 cm 为单位，吸光物质浓度 {\displaystyle \ c} 以 g/L 为单位时，{\displaystyle \ K} 用 {\displaystyle \ a} 表示，称为吸收系数，其单位为 {\displaystyle {\rm {\ L\!\cdot \!g^{-1}\!\cdot \!cm^{-1}}}}。这时比尔-朗伯定律表示为 {\displaystyle \ A=alc}。

- 当介质厚度 {\displaystyle \ l} 以 cm 为单位，吸光物质浓度 {\displaystyle \ c} 以 mol/L 为单位时，{\displaystyle \ K} 用 {\displaystyle \ \varepsilon } 表示，称为摩尔吸收系数，其单位为 {\displaystyle {\rm {\ L\!\cdot \!mol^{-1}\!\cdot \!cm^{-1}}}}。这时比尔-朗伯定律表示为 {\displaystyle \ A=\varepsilon lc}。

两种吸收系数之间的关系为：{\displaystyle \ \varepsilon =aM_{m}}。

## 历史
物质对光吸收的定量关系很早就受到了科学家的注意并进行了研究。皮埃尔·布格（Pierre Bouguer）和约翰·海因里希·朗伯（Johann Heinrich Lambert）分别在1729年和1760年阐明了物质对光的吸收程度和吸收介质厚度之间的关系；1852年奥古斯特·比尔（August Beer）又提出光的吸收程度和吸光物质浓度也具有类似关系，两者结合起来就得到有关光吸收的基本定律布格－朗伯－比尔定律，简称比尔－朗伯定律。

## 推导
假设一束强度为 {\displaystyle \ I_{0}} 的平行单色光（入射光）垂直照射于一块各向同性的均匀吸收介质表面，在通过厚度为 {\displaystyle \ l} 的吸收层（光程）后，由于吸收层中质点对光的吸收，该束入射光的强度降低至 {\displaystyle \ I_{1}}，称为透射光强度。物质对光吸收的能力大小与所有吸光质点截面积的大小成正比。设想该厚度为  {\displaystyle \ l}的吸收层可以在垂直于入射光的方向上分成厚度无限小的多个小薄层 {\displaystyle {\rm {\ d}}}{\displaystyle \ l}，其截面积为 {\displaystyle \ S}，而且每个薄层内，含有吸光质点的数目为 {\displaystyle {\rm {\ d}}}{\displaystyle \ n} 个，每个吸光质点的截面积均为 {\displaystyle \ a}。因此，此薄层内所有吸光质点的总截面积 {\displaystyle {\rm {\ d}}}{\displaystyle \ S=a}{\displaystyle {\rm {\ d}}}{\displaystyle \ n}。
假设强度为 {\displaystyle \ I} 的入射光照射到该薄层上后，光强度减弱了 {\displaystyle {\rm {\ d}}}{\displaystyle \ I}。{\displaystyle {\rm {\ d}}}{\displaystyle \ I} 是在小薄层中光被吸收程度的量度，它与薄层中吸光质点的总截面积 {\displaystyle {\rm {\ d}}}{\displaystyle \ S} 以及入射光的强度 {\displaystyle \ I} 成正比，也就是
{\displaystyle \ -dI=k_{1}I\,dS=k_{1}Ia\,dn}
负号表示光强度因吸收而减弱，k1 为比例系数。
假设吸光物质的浓度为 c，则上述薄层中的吸光质点数为
{\displaystyle \ dn=6.02\times 10^{23}cS\,dl}
代入上式，合并常数项并设 {\displaystyle \ k_{2}=6.02\times 10^{23}k_{1}\,aS}，经整理得
{\displaystyle \ -{\frac {dI}{I}}=k_{2}c\,dl}
对上式进行定积分，则有
{\displaystyle \ -\int _{I_{0}}^{I_{1}}{\frac {dI}{I}}=\int _{0}^{l}k_{2}c\,dl}
{\displaystyle \ -\ln {\frac {I_{1}}{I_{0}}}=k_{2}cl}
{\displaystyle \ \log _{10}{\frac {I_{0}}{I_{1}}}=0.434k_{2}cl=Klc}
上式中 {\displaystyle \ \log _{10}{\frac {I_{0}}{I_{1}}}} 称为吸光度（{\displaystyle \ A}）；而透射光强度与入射光强度之间的比值 {\displaystyle \ {\frac {I_{1}}{I_{0}}}} 称为透射比，或称透光度（{\displaystyle \ T}），其关系为：
{\displaystyle \ A=\log _{10}{\frac {I_{0}}{I_{1}}}=\log _{10}{\frac {1}{T}}=Kbc} （请注意本段中透射光强度的符号 {\displaystyle \ I_{1}} 与首段中的符号 {\displaystyle \ I_{t}} 不同）
即比尔-朗伯定律。

## 前提
比尔-朗伯定律的成立是有前提的，即：
1. 入射光为平行单色光且垂直照射；
2. 吸光物质为均匀非散射体系；
3. 吸光质点之间无相互作用；
4. 辐射与物质之间的作用仅限于光吸收过程，无荧光和光化学现象发生。

根据比尔-朗伯定律，当吸收介质厚度不变时，{\displaystyle \ A} 与 {\displaystyle \ c} 之间应该成正比关系；但实际测定时，标准曲线常会出现偏离比尔-朗伯定律的现象，有时向浓度轴弯曲（负偏离），有时向吸光度轴弯曲（正偏离）。造成偏离的原因是多方面的，其主要原因是测定时的实际情况不完全符合使比尔-朗伯定律成立的前提条件。
物理因素有：
1. 非单色光引起的偏离；
2. 非平行入射光引起的偏离；
3. 介质不均匀引起的偏离；

化学因素有：
1. 溶液浓度过高引起的偏离；
2. 化学反应（如水解、解离）引起的偏离；

## 化学分析
比尔-朗伯定律可以用于通过分光光度法，以分析混合物的性质。这种方法不需要对于样品进行过多的预操作。
例如测定血浆中胆红素的浓度。纯胆红素的光谱是已经确定了的，因此它的摩尔吸收系数也是确定的。需要测量两个波长的光的吸收情况，其中第一个是胆红素特定的波长，而另一个则是为了修正可能存在的干涉。从而可以得到浓度c = A修正 / κ。
再例如，在一个更复杂的例子中，溶液中有两种溶质，浓度分别为c1 和 c2。此时，单位长度下，任何波长λ的吸光度为：
{\displaystyle A(\lambda )=c_{1}\ \kappa _{1}(\lambda )+c_{2}\ \kappa _{2}(\lambda ).}
因此，如果对两个波长进行测量，则可以得到两个方程，形成一个二元一次方程组。此时只要知道两个波长下，两个溶质的摩尔吸收系数κ1 和 κ2，那么就可以求出它们的浓度c1 和 c2。
如果溶液中有更多溶质，也可以通过这种方法求出各溶质的浓度。如果有n种溶质，只需要测量n个波长下的吸收度即可。这种方法广泛应用于红外光谱学和近红外光谱学，用以分析聚合物降解和氧化。6微米下，羰基的吸收度十分容易测量，因此聚合物的氧化程度也很容易得到。

## 大气中的比尔-朗伯定律
比尔-朗伯定律也可应用于大气当中，用以描述阳光和星光通过大气时的衰减状况。此时，除了吸收之外，还要考虑大气散射。大气中的比尔-朗伯定律的形式为：
{\displaystyle I=I_{0}\,\exp[-m(\tau _{a}+\tau _{g}+\tau _{\rm {NO_{2}}}+\tau _{w}+\tau _{\rm {O_{3}}}+\tau _{r})],}
其中，
- {\displaystyle \tau _{x}} 代表光深度，其下标x所对应物质分别为：
  - {\displaystyle a} 指浮质（能吸收和散射）；
  - {\displaystyle g} 指均匀混合气体（主要是二氧化碳 （{\displaystyle \mathrm {CO} _{2}}）和氧分子 （{\displaystyle \mathrm {O} _{2}}） ，仅吸收）；
  - {\displaystyle \mathrm {NO} _{2}} 指二氧化氮，主要由城市污染产生（仅吸收）；
  - {\displaystyle w} 指水蒸气（吸收）；
  - {\displaystyle \mathrm {O} _{3}} 指臭氧（仅吸收）；
  - {\displaystyle r} 指氧分子（{\displaystyle \mathrm {O} _{2}}）和氮分子（{\displaystyle \mathrm {N} _{2}}）的瑞利散射（导致天空的蓝色）。
- {\displaystyle m} 代表大气光学质量因子。若被观测物处于一个比较小的天顶角{\displaystyle \theta }，则大气光学质量约等于{\displaystyle \sec \theta }。[1]

这条方程可以用于反推浮质的光学厚度{\displaystyle \tau _{a}}，这对于卫星图像的修正和计算浮质在大气中的角色都十分重要。
当光穿过大气层时，空气的密度并非常量，因此原方程应作以下修正：
{\displaystyle T={I_{1} \over I_{0}}=e^{-\int \alpha '\,dz}=e^{-\sigma \int Ndz}}
其中z是在大气中走过的路程，其它符号在上文已有定义。  这在上面大气方程中的每一个 {\displaystyle \tau _{x}} 里面已经考虑。

### 引用
1. ↑  .   [2014-03-07]. （原始内容存档于2015-09-09）.
2. ↑  ISBN 0-521-33956-1 Houghton, J.T. The Physics of Atmospheres 2nd ed. Chapter 2

### 书籍
- 华中师范大学等 (编). . 北京: 高等教育出版社. 2005: 277–284. ISBN 7-04-009140-2.